# أول أغسطس
فريق الأكروبات أول أغسطس للاستعراص الجوي، (بالإنجليزية: August 1st)‏. (الصينية: 八一 飞行 表演 队) هو فريق استعراض جوي بهلواني يتبع القوات الجوية لجيش التحرير الشعبي الصيني. ومن اسمه بعد تاريخ تأسيس جيش التحرير الشعبى الصينى (1 أغسطس 1927)، ويشكل جزءا من بكين المنطقة العسكرية PLAAF. تأسست هذه الوحدة في عام 1962 وقدمت على مر السنين أكثر من 500 مرة للوفود من 166 دولة ومنطقة. في العرض الأول يحدث في الخارج في أغسطس 2013 خلال معرض ماكس الدولي للطيران في روسيا.